# Amphianthus ingolfi
Amphianthus ingolfi är en havsanemonart som beskrevs av Oscar Henrik Carlgren 1942. Amphianthus ingolfi ingår i släktet Amphianthus och familjen Hormathiidae. Inga underarter finns listade i Catalogue of Life.